# Schloss Karlau

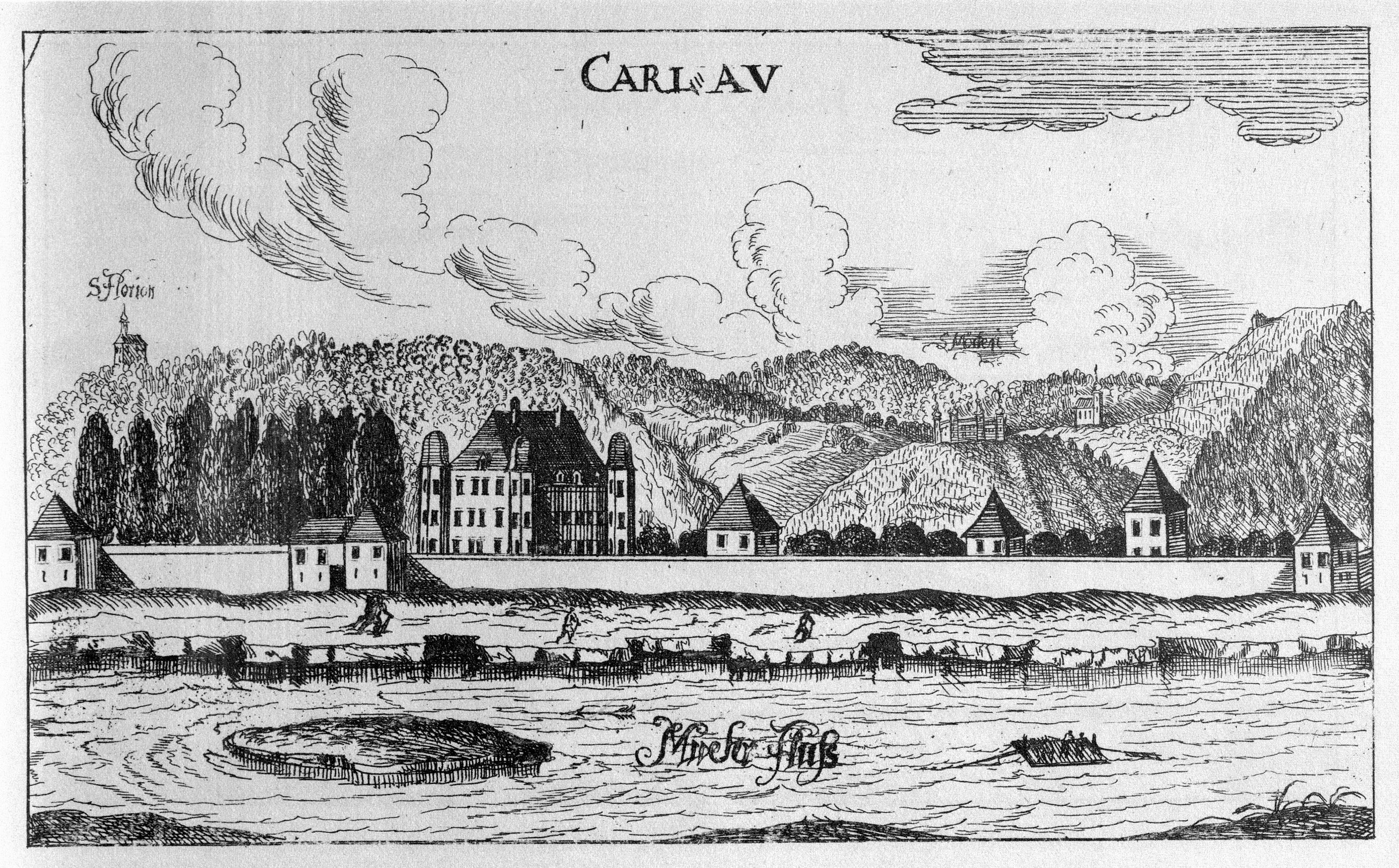
„Carl-au“, (Ansicht Richtung Westen) Stich von Vischer (1681)

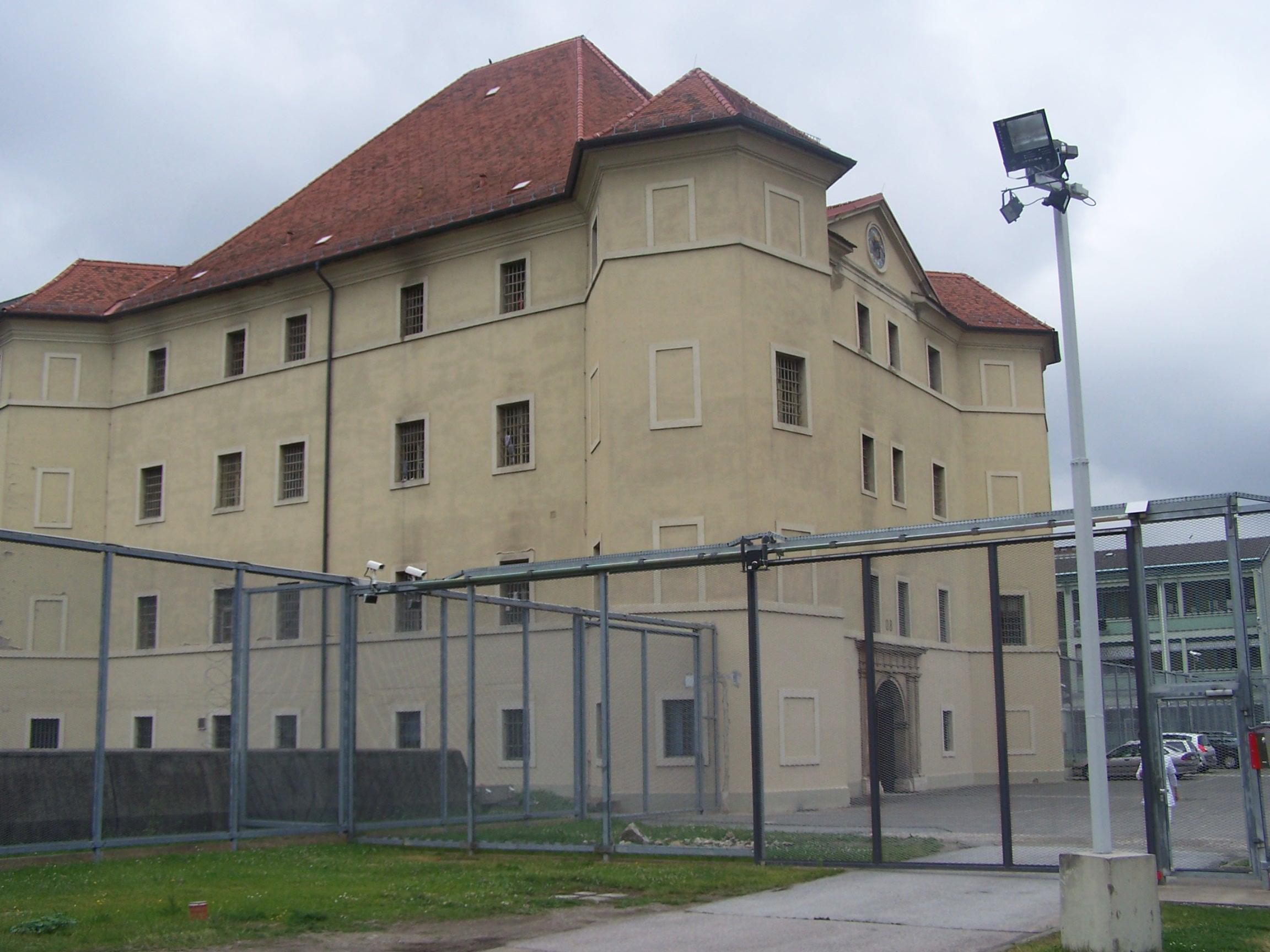
Schloss Karlau (2008), beim Westeingang der Justizanstalt Graz-Karlau

Das ehemalige Karlauer Lustschloss oder Schloss Karlau steht im fünften Grazer Stadtbezirk Gries. Heute bildet das ehemalige Schloss den Kern der  Justizanstalt Graz-Karlau.

## Geschichte und Gestaltung
Das Schloss wurde von 1584 bis 1590 von den Architekten Marco Antonio Taddei aus Gandria, Tessin (CH) und Antonio Marmoro aus Ponna, Val d‘Intelvi (I) für den Erzherzog Karl II. als Jagd- und Lustschloss und als dessen Sommersitz errichtet. Das Gebiet um das Schloss, das Marsch- und Sumpfland war, wurde nach dem Namen des Regenten „Karl-Au“ benannt. Ursprünglich sollte das Schloss den Namen „Schloss Dobel“ erhalten. Dies führte aber zu Verwechslungen mit dem Jagdschloss „Tobel“ beim Dorf Dobel, das südöstlich von Graz liegt. Nach dem Tod Karls II. war das Schloss der bevorzugte Sitz seiner Witwe Maria, die am Gebäude Erweiterungsarbeiten durchführen ließ. 
Das Schloss war von einer Ringmauer umgeben, um ungebetene Gäste abzuhalten. In die Mauer waren vier Türme eingelassen. Sie hießen: „äusserer Karlauerturm“ (1786 abgetragen), „Spitalturm“ (1714 teilweise abgetragen) und „Hundsturm“; ein Turm war ohne Eigennamen.
Das Schloss war in das ursprüngliche Augebiet eingebettet und von einem Tiergarten und dem kaiserlichen Jagdgebiet umgeben. Im Tiergarten wurden neben Wassergeflügel und Rotwild auch Falken, Reiher und Fasane gezüchtet und in den Murauen ausgesetzt. Noch heute erinnern etliche Straßennamen (Tiergartenweg, Rebhuhnweg, Reiherstadlgasse, Falkenturmgasse, Fasangartengasse, Auf der Tändelwiese) in der Umgebung an den Tiergarten und das Jagdgebiet. 
Von 1756 bis 1763, also während des Siebenjährigen Krieges, diente Schloss Karlau als Kriegsgefangenenhaus. Ab 1769 wurde das Schloss als Arbeitshaus genutzt und 1803 in ein Provinzialstrafhaus umgewandelt. In den Jahren 1820, 1847 und 1848 erfolgten Zubauten und von 1869 bis 1872 der Anbau eines dreiflügeligen Zellentraktes nach den Plänen von Johann Schöbl. Bis zum Zweiten Weltkrieg wurde die Strafanstalt kontinuierlich erweitert.
Der Altbau besteht aus vier Geschoßen und besitzt ein steiles Walmdach. Die Ecktürmchen mit flachen Zeltdächern waren ehemals von Zwiebelhauben gekrönt. Im Inneren des Gebäudes befindet sich eine Messkapelle, die dem heiligen Thomas geweiht ist und von 1967 bis 1969 neu gestaltet wurde. Vom ursprünglichen Schloss ist durch die Verbauung als Justizanstalt nichts mehr zu sehen.

## Jagdareal
Im Bereich, der heute Auf der Tändelwiese genannt und von einer großen Siedlungsanlage beherrscht wird, befand sich zu Zeiten Karls II. ein umzäuntes Gehege für die Damhirschjagd der Herren des nahen Schlosses in der Karlau. Das Wort Tändel ist eine alte Bezeichnung für Damhirsche.